# Nick at Nite
Nick at Nite (stilisiert als nick@nite) ist der Abendprogrammblock des US-Senders Nickelodeon, der von Sonntag bis Donnerstag von 20:00 bis 6:30 Uhr und Freitag und Samstag 22:00 bis 6:00 Uhr Eastern- und Pacific-Time sendet. Im Gegensatz zum Tagesprogramm zeigt Nick at Nite Sendungen, die sich eher an Erwachsene richten. Gezeigt werden hauptsächlich ältere, eingekaufte Serien (Sitcoms). Seit 2012 zeigt der Sender aber auch eigenproduzierte Sitcoms, nämlich See Dad Run und Instant Mom.

## Geschichte

Das Logo von Nick at nite bis 2023

Am 1. Juli 1985 startete um 20:00 Uhr Nick at nite auf Nickelodeon in den USA. Die eigentlich geplante Sendezeit 20:00 bis 6:00 Uhr (sieben Tage die Woche) war mit alten erfolgreichen Sitcoms bestückt.

### 10. Geburtstag
Im Jahr 1995 feierte Nick at nite seinen 10. Geburtstag. Im Laufe der Woche wurden von hand gepflückt-Folgen von allen Sitcoms des Programmblocks gezeigt.

### Heute
Bis Heute ist Nick at nite ein sehr beliebter Programmblock des Senders. Am 28. September 2009 wurde das Logo des Programmblocks erneuert.

## Sendungen

### Momentane Ausstrahlung

#### Eigenproduktion
- See Dad Run (seit 6. Oktober 2012)
- Instant Mom (seit 29. September 2013)

#### Fremdproduktionen
- Friends (seit 5. September 2011)
- Full House (2003–2011; seit 10. September 2012)
- George Lopez (seit 10. September 2007)
- My Wife and Kids (seit 30. August 2010)
- The Nanny (seit 10. Mai 2009)
- Yes, Dear (seit 1. Mai 2012)

### Ehemalige Eigenproduktionen
- At the Poocharelli’s (2006)
- Bet the House (2007–2008)
- Family Face Off: Hollywood (2004)
- Fatherhood (10. Juni 2004 – 27. November 2005)
- Glenn Martin, DDS (17. August 2009 – 17. Juni 2012)
- Hi Honey, I’m Home! (21. Juli 1991 – 12. Juli 1992)
- Hi-Jinks (2. August 2005 – 31. Oktober 2006)
- Hollywood Heights (18. Juni 2012 – 10. August 2012; danach bei TeenNick)
- On the Television (4. November 4, 1989 – December 30, 1990)
- The Search For The Funniest Mom In America (2005–2007)
- Wendell & Vinnie (17. Februar 2013 – 22. September 2013)

## Specials
Im November 2006 wurde das SpongeBob-Schwammkopf-Special Best Day Ever ausgestrahlt. Es war ein 24 Stundenmarathon, bei dem auch Spongebob bei Nick at nite zu sehen war.

## Andere Länder

### UK
Nick at nite war in England geplant, ist jedoch nie gestartet.

### Deutschland
In Deutschland wurde im Jahre 2008 das Programmfenster Nick nach acht ausgestrahlt, das sich vor allem an Familien richtete. Es wurde Ende 2008 eingestellt, ab dann teilte sich Nick den Kanal mit Comedy Central. Am 1. Oktober 2014 startete mit Nicknight ein Programmblock, der auch die eigenproduzierten Sitcoms zeigt, allerdings eine andere Zielgruppe als Nick at Nite anspricht.

### Niederlande
In den Niederlanden startete Nick at nite, jedoch sendete es nur einige Monate. 2004 wurde der Betrieb eingestellt. Seitdem teilte sich Nickelodeon mit dem Sender The Box (später Comedy Central) einen Sendeplatz. Seit dem 14. Februar 2011 sendet der Programmblock TeenNick.

### Lateinamerika
Seit Februar 2006 ist am Wochenende von 22:00 bis 6:00 Uhr Nick at nite auf Nickelodeon Latin America zu sehen.

### Japan
Seit August 2008 existiert auf Nickelodeon Japan Nick at nite. Im Gegensatz zu anderen Ländern läuft auch Drake & Josh hier.

### Indien
Am 28. Juli 2008 startete hier Nick at nite.

### Südostasien
In Südostasien läuft Nick at nite immer wochentags von 20:00 bis 21:30 Uhr.

### Russland
In Russland startet Nick at nite jeden Abend um 21:30 Uhr Moskauer Zeit mit Serien wie Drake & Josh, True Jackson und Unfabulous.